# 서든어택 2
《서든어택 2》(Sudden Attack 2)는 300억 원을 들여 개발하고 단 86일 만에 서비스를 종료한 넥슨의 온라인 FPS 게임이다. 개발은 넥슨GT가, 제공은 넥슨 코리아가 맡았다. 서비스 종료 공지는 오픈베타를 한 지 23일째인 2016년 7월 29일에 올라왔고, 86일 만인 2016년 9월 29일 서비스가 종료되었다. 원래 일본에서도 서비스를 할 예정이였으나 한국 서비스 종료 때문에 중지되었다.

## 선정성 논란
여성 캐릭터의 성(性) 상품화 및 선정성이 논란이 되어, 여성 캐릭터(미야,김지윤)이 게임에서 삭제되었고 여성 캐릭터들이 전투에 맞는 의상을 입지 않고 지나치게 노출이 많은 의상을 입고 있는 데다가, 여성 캐릭터가 가슴 한쪽을 상자에 걸치고 죽거나 다리를 벌린 채 죽는 등 여성 캐릭터들의 사망 장면이 지나치게 선정적이라는 지적을 받았다. 하지만 캐릭터 삭제 발표 소식을 들은 유저들의 반응은 매우 부정적이었다. 기사가 뜬 즉시 수많은 비난여론에 휩싸였고. 대다수 유저들의 반응은 "그게 문제가 아닐텐데?" , "저걸 빼면 이제 이 게임엔 뭐가 남는거죠?" , 등의 댓글들이 가득했다. 관련 문서들에 언급된 바와 같이 모델링 문제를 비롯한 여러 포즈 문제들은 다양한 해결 방법이 있음에도 불구하고 그냥 삭제해 버리고 입을 씻겠다는 행위는 절대로 환영받을 리가 없었다.

## 연혁
- 알파테스트 실시[10] : 2014년 7월 24일 ~ 27일까지
- 지스타 2014 출품[11] : 2014년 11월 20일 ~ 23일까지
- 지스타 2015 출품 : 2015년 11월 12일 ~ 15일까지
- 클로즈베타테스트 실시 : 2016년 4월 14일 ~ 20일까지
- 정식 오픈 개시[12] : 2016년 7월 6일(낮 12시)
- 서비스 종료 발표 : 2016년 7월 29일
- 서비스 종료[5] : 2016년 9월 29일